# Francesco Fracanzano

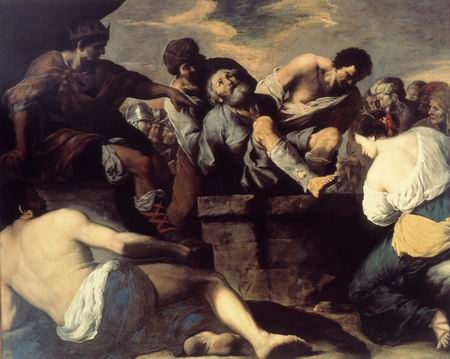
San Gregorio de Armenia es arrojado al pozo.

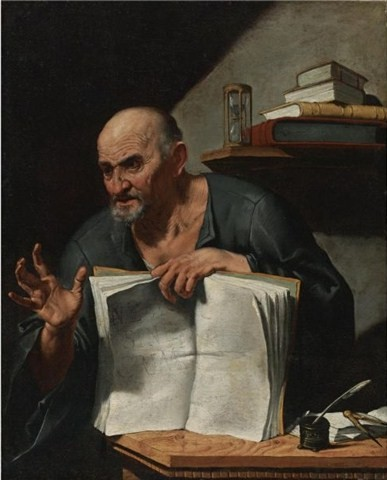
Retrato de Catón el Censor.

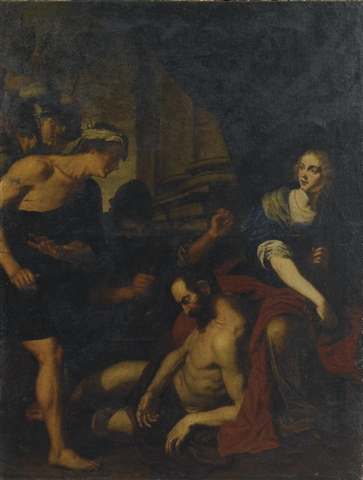
Sansón y Dalila.

Francesco Fracanzano (Monopoli, 1612 - Nápoles, 1656), pintor italiano activo en Nápoles durante el Barroco.

## Biografía
Hijo del pintor tardomanierista Alessandro Fracanzano y hermano de Cesare, también pintor, junto al que se trasladó a Nápoles en 1622 para ingresar en el taller de José de Ribera. En 1632 contrajo matrimonio con Giovanna, la hermana de su colega Salvator Rosa. Sus primeros trabajos son mal conocidos: le son atribuidas una serie de figuras de medio cuerpo, ejecutadas con una pincelada densa y con una paleta de colores oscuros, típicamente tenebristas. Dichas obras le ponen en directa relación con diversos artistas del círculo más próximo a Ribera, como Juan Dò (identificable como el conocido con el nombre de Maestro del Anuncio a los Pastores).
Durante algunos años Fracanzano compartió taller con su cuñado Rosa y Aniello Falcone, especializado en escenas de batalla. En 1635 el primero marchó a Roma, pero Francesco continuó su colaboración con Falcone.
La obra maestra de Francesco Fracanzano son los dos lienzos con Historias de la Vida de San Gregorio Armeno (1635) en la iglesia napolitana del mismo nombre. Posteriormente su arte se alejaría parcialmente de la influencia más claramente tenebrista para incorporar efectos luminosos a su pintura, que aclararía ostensiblemente su paleta.
Pintor de estilo más poderoso que el de su hermano, de tinte más clasicista. Su hijo Michelangelo Fracanzano también fue pintor, aunque no ha llegado hasta la actualidad ninguna obra de su mano.

## Obras destacadas
- El hijo pródigo (Pinacoteca Provincial, Bari)
- El hijo pródigo (Museo di Capodimonte, Nápoles)
- San Pablo Ermitaño y San Antonio Abad (1634, Sant'Onofrio dei Vecchi, Nápoles)
- San Gregorio de Armenia es arrojado al pozo (1635, San Gregorio Armeno, Nápoles)
- Negación de Pedro (c. 1635, Colección Boblot, París)
- Heráclito (1640, Kunsthistorisches Museum, Viena)
- Ecce Homo (1647, Colección Harris, NY)
- Muerte de San José (1652, Trinità dei Pellegrini, Nápoles)
- Apóstol (Museo di Capodimonte, Nápoles)
- Baco beodo y un sátiro, óleo sobre lienzo, 158 x 185 cm (Museo del Prado, Madrid)